# Ascq
Ascq (in piccardo Ask) è un villaggio della Francia settentrionale, attraversata dal fiume Marque, a sette chilometri dal confine con il Belgio. Villaggio agricolo fino alla rivoluzione industriale, è ora una zona residenziale che fa parte della nuova città di Villeneuve d'Ascq.
Ascq è noto per il massacro di Ascq del 1º aprile 1944, quando la popolazione fu abusata e 86 civili innocenti furono fucilati dalle truppe della 12. SS-Panzer-Division "Hitlerjugend".
Ascq ha una chiesa, una stazione ferroviaria e un museo della memoria. Vi è anche una fabbrica di birra, una fabbrica di cioccolato e una società di calcio.

## Storia

### Simboli
Lo stemma comunale riprendeva il blasone dei signori di Roques.

## Monumenti e luoghi d'interesse
I principali monumenti visibili ad Ascq sono la chiesa di San Pietro di Antiochia (XIX secolo, costruita su fondamenta del XV secolo); la stazione di Ascq (XIX secolo) e la posta di fronte; il vecchio municipio (XX secolo); il castello Claeys (XX secolo); l'antico convento delle madri carmelitane in Rue Masséna (XX secolo).